# Sekimon Shingaku

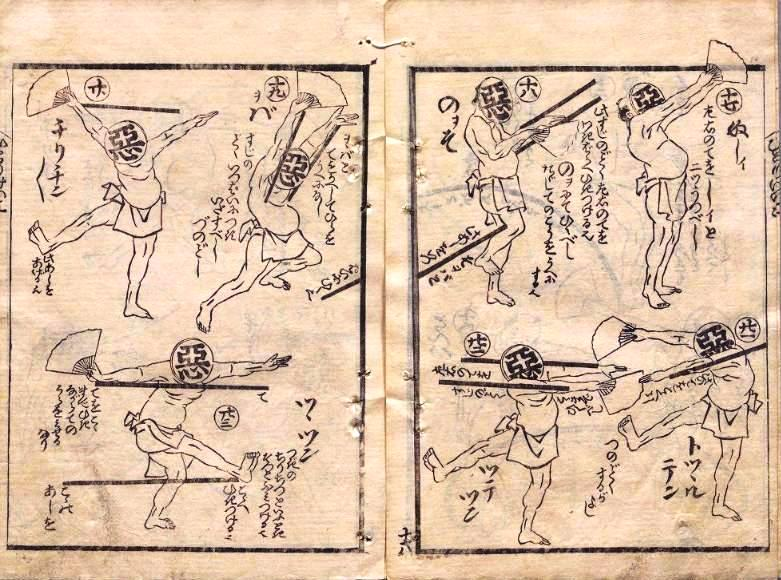
Sekimon Shingaku đã sử dụng các điệu nhảy cụ thể để minh họa thế giới quan của phong trào này.

Sekimon Shingaku (石門心学 Thạch Môn Tâm học) hay còn gọi là Shingaku (心学 Tâm học) là học thuyết do Ishida Baigan sáng lập và được môn đệ là Teshima Toan phát triển thêm, có ảnh hưởng sâu rộng lên giới samurai, daimyo và dân thường vào giữa thời Edo kéo dài cho đến tận ngày nay. Sekimon Shingaku có nét đặc trưng bắt nguồn từ học phái Tân Nho giáo, tích hợp các nguyên tắc của Thiền tông và Thần đạo. Có ý kiến cho rằng học thuyết này là một trong những nền tảng văn hóa góp phần tạo nên quá trình công nghiệp hóa của Nhật Bản. 